# Heinrich I. von Mainz

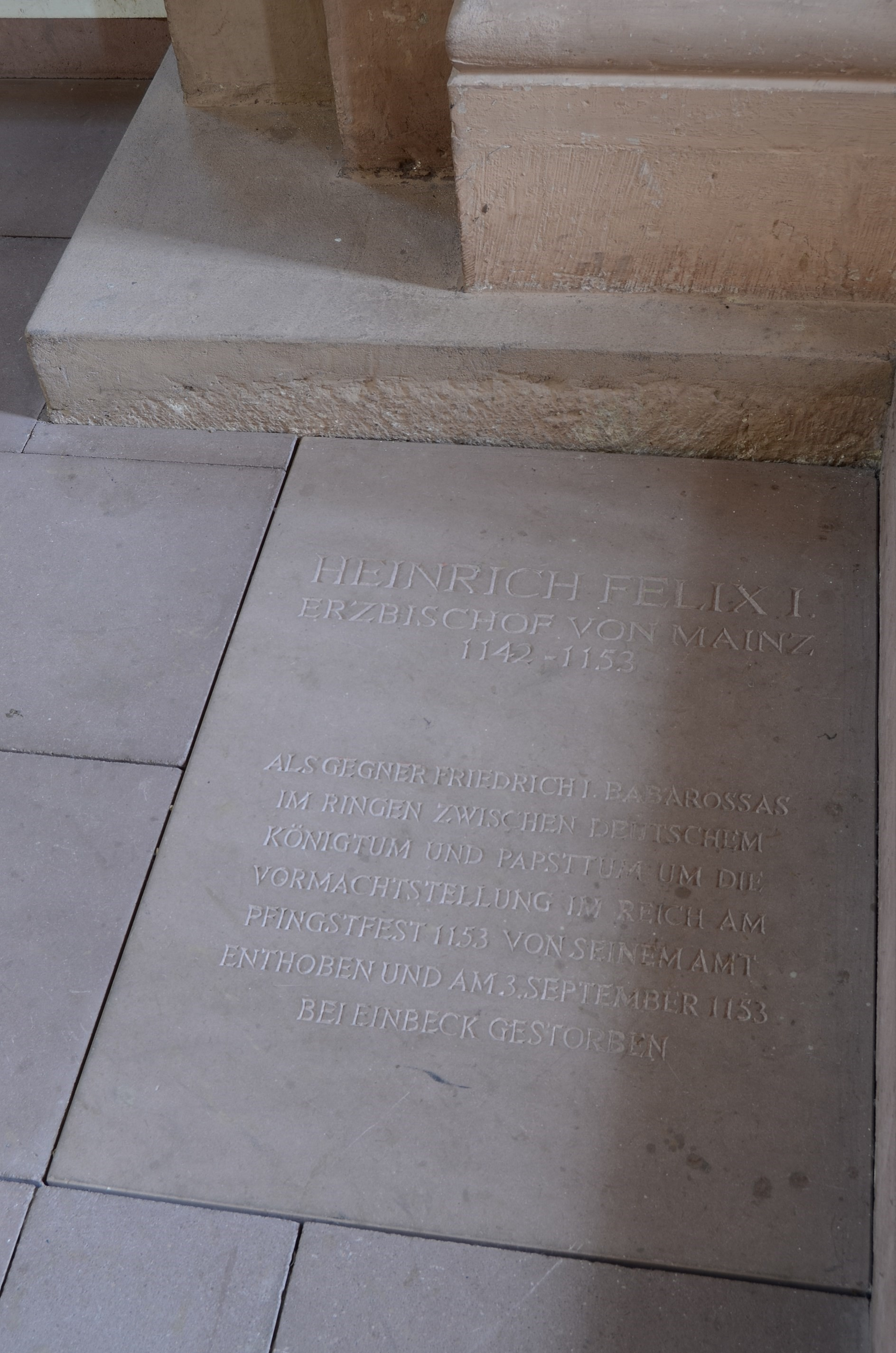
Grabplatte in der Münsterkirche St. Alexandri in Einbeck

Heinrich I. von Mainz (* um 1080; † 1. oder 3. September 1153 in Einbeck) auch Heinrich Felix von Harburg war ab 1142 Erzbischof von Mainz und zeitweise für Konrad III. Reichsverweser. Er geriet in Streit mit Papst Eugen III. Als er sich auch gegen die Wahl Friedrich I. (Barbarossa) zum König stellte, wurde Heinrich 1153 abgesetzt.

## Frühe Jahre
Heinrich stammte möglicherweise aus einem Thüringer Adelsgeschlecht, möglicherweise der Wartburger. Im Jahr 1122 ist Heinrich als Propst des Stiftes St. Viktor vor Mainz bezeugt. Außerdem war er in dieser Stadt seit 1128 Dompropst und zeitweilig auch Archidiakon. Er stand dem früheren Erzbischof Adalbert I. nahe. Dieser Beziehung verdankte er seine Ernennung zum Erzbischof nach dem Tod seines Vorgängers Markolf. Investiert wurde er von Konrad III. Von päpstlichen Legaten wurde er dabei möglicherweise zum Bischof geweiht. Diese Ernennung ist bemerkenswert, gehörte Heinrich doch nicht zur Hofkapelle oder der Hofkanzlei.

## Erste Amtsjahre
Im Norden setzte er die Territorialpolitik Adalberts im Bereich der Weser und des Harzes fort und stand in einem guten Einvernehmen mit Heinrich dem Löwen. Zu einem Bruch mit dem König kam es nicht, zumal dieser im Süden Vorteile zuungunsten des Erzstifts Mainz erreichte.
In seiner Amtszeit förderte Heinrich Stifte und Klöster und setzte sich für die Stärkung der kirchlichen Disziplin ein. Viele Klöster nahm er unter bischöflichen Schutz. 1143 hielt er eine Synode in Mainz ab. In diesem Rahmen wurde das Zisterzienserkloster Otterberg gestiftet, eine Stiftung, an der er sich auch selbst beteiligte, indem er ihr die Kirche in der Otterburg überließ. Mit den Päpsten Innozenz II., Coelestin II. und Lucius II. verband ihn ein gutes Verhältnis. Schwieriger war das Verhältnis zu Eugen III. Von Beginn an gab es zwischen beiden Spannungen. 1146 rief ein Mönch Radulf in Mainz und in weiteren Orten des Rheinlands zu Judenpogromen auf. Daraufhin wandten sich Heinrich und Arnold I. von Köln um Hilfe in dieser Sache, die sie auch erhielten, an Bernhard von Clairvaux als obersten Zisterzienser. Bernhard wies Radulf zurecht und befahl ihm, ins Kloster zurückzukehren. Im Jahr 1147 nahm Heinrich an der Synode zu Trier teil. Dort machte er den Papst auf die später heiliggesprochene Hildegard von Bingen aufmerksam. Der Papst billigte ihr Wirken und erlaubte ihr, eine Niederlassung in Bingen zu gründen.
Auf Grund des Kreuzzuges Konrads III. wurde Heinrich im selben Jahr Reichsverweser. Außerdem war er Vormund und Erzieher für den Sohn Konrads, Heinrich. Wegen dieser Verpflichtungen verließ er das engere Reichsgebiet nicht. Daher, aber möglicherweise auch aus anderen Gründen, war er auch nicht bei der päpstlichen Synode von Reims 1148 anwesend, weshalb er durch Papst Eugen III. suspendiert wurde. Kurze Zeit später erteilte ein Hoftag in Frankfurt eine entsprechende Erlaubnis. Nachdem Heinrich den Papst in Rom aufgesucht hatte, wurde er in seinem Amt bestätigt. In der Folge versuchte der Papst, Heinrich zu einem bloßen Befehlsempfänger zu machen, was aber nicht auf Dauer gelang.
Als Konrad III. 1150 zurückgekehrt war und die Reichsgewalt wieder übernommen hatte, nahm Heinrich seine frühere Territorialpolitik zu Gunsten des Erzstiftes Mainz wieder auf.

## Konflikt mit Papst und König
Zum Konflikt mit dem Papst kam es im Streit um das Stift Heidenheim. Dabei ging es um die Ersetzung von Benediktinern durch Kanoniker, gegen den Willen des Papstes. Spätestens seit 1149/50 war das Verhältnis zwischen dem Papst und dem höchsten deutschen Bischof stark gestört. Den gewählten Erzbischof Arnold von Köln verstimmte Heinrich durch den Entzug der Propstei Limburg. Die Stellung beim König verbesserte sich durch die Ernennung von Arnold, Kämmerer in Mainz, zum Kanzler. Vom Streit des Königs mit Heinrich dem Löwen war Mainz nicht näher betroffen. Nach der Ermordung von Graf Hermann von Winzenburg und seiner Gattin 1152 überließ Erzbischof Heinrich dessen Mainzer Lehen Heinrich dem Löwen. Dies brachte ihm später den Vorwurf einer Verschleuderung von Kirchengut ein.
Nach dem Tod Konrads III. war es Heinrichs Aufgabe, die Wahl eines neuen Königs zu organisieren. Bei der Wahl nahm er 1152 gegen Friedrich I. (Barbarossa) Stellung und machte sich für den Sohn Konrads, Friedrich, stark. Als die Wahl schließlich auf Friedrich I. (Barbarossa) hinauslief, verweigerte er sich dem nicht, blieb der Krönung in Aachen aber fern. Friedrich I. (Barbarossa) bemühte sich in der Folge um den Sturz Heinrichs. Dies gelang mit päpstlicher Billigung trotz des Einsatzes von Bernhard von Clairvaux und Hildegard von Bingen zu Gunsten Heinrichs auf der Reichsversammlung in Worms an Pfingsten 1153. Danach zog Heinrich sich in das Kloster Amelungsborn zurück, ohne allerdings Mönch zu werden. Er verstarb dort noch im selben Jahr. Er wurde in der Einbecker Münsterkirche beigesetzt.